# Savouges
Savouges település Franciaországban, Côte-d’Or megyében. Lakosainak száma 377 fő (2022. január 1.). Savouges Broindon, Saint-Nicolas-lès-Cîteaux, Corcelles-lès-Cîteaux, Épernay-sous-Gevrey és Noiron-sous-Gevrey községekkel határos.

## Népesség
A település népessége az elmúlt években az alábbi módon változott:
| Lakosok száma | 47   | 92   | 153  | 330  | 380  | 364  | 376  | 385  | 382  | 377  |
|               | 1968 | 1982 | 1990 | 2006 | 2013 | 2015 | 2017 | 2019 | 2020 | 2022 |